# Notophthalmus perstriatus
Notophthalmus perstriatus är en groddjursart som först beskrevs av Bishop 1941.  Notophthalmus perstriatus ingår i släktet Notophthalmus och familjen vattensalamandrar. IUCN kategoriserar arten globalt som nära hotad. Inga underarter finns listade i Catalogue of Life.